# Dekalog, Fünf
Dekalog, Fünf ist ein polnischer Fernsehfilm aus dem Jahr 1990. Als der fünfte Teil der Dekalog-Reihe des Regisseurs Krzysztof Kieślowski behandelt der Film das fünfte Gebot Du sollst nicht töten.
Der Film kam unter dem Titel Ein kurzer Film über das Töten auch als längere Kinofassung heraus.

## Inhalt
In diesem „Dekalog“-Teil laufen zunächst drei Handlungsstränge parallel nebeneinander, bis sie aufeinandertreffen:
1. Ein junger Mann läuft scheinbar ziellos durch die Stadt. Er wirkt rastlos, unzufrieden und schlecht gelaunt. In einer Situation steht der junge Mann auf einer Autobrücke und verursacht einen Unfall, indem er einen Stein hinabwirft. Sein aggressives Verhalten kommt nur bei zwei Kindern gut an; sie lugen von außen durch die Scheibe eines Cafés, in dem er sitzt. Er schnipst den Kaffeesatz aus seiner Tasse mit einem Löffel gegen die Scheibe. Sie lachen. Im weiteren Filmverlauf versucht er immer wieder, ein Taxi zu bekommen. Da es am Taxistand zu voll ist, zieht er weiter.
2. Ein älterer Mann ist permanent mit seinem Taxi beschäftigt. Auch er wirkt unwirsch, ist unfreundlich zu seinen Mitfahrern oder lässt Leute, die gewartet haben, bis er mit dem Putzen seines Taxis fertig ist, einfach stehen und fährt los. Im Laufe des ersten Teils des Films kreuzen sich die Wege beider Protagonisten zufällig an verschiedenen Orten der Stadt, ohne dass sie sich gegenseitig bewusst wahrnehmen.
3. Ein angehender Strafverteidiger absolviert gerade seine Prüfung und suggeriert der Prüfungskommission während der Abschlussprüfung, dass Strafe noch nie etwas genützt habe. Er besteht die Prüfung trotzdem.

Schließlich steigt der junge Mann zu dem Taxifahrer ins Auto. Er bittet ihn, nach außerhalb zu fahren. Auf einem abgelegenen Feldweg tötet er den Taxifahrer in einem mehrminütigen Akt. Kurze Zeit später wird der junge Mann festgenommen. Der junge Anwalt bekommt als ersten Fall ausgerechnet diesen Mord zugewiesen.
Die Handlung setzt nach dem Verfahren wieder ein: Der angeklagte junge Mann wurde, da er eindeutig des brutalen Mordes überführt wurde, zum Tod durch den Strang verurteilt. Der junge Strafverteidiger empfindet, dass er zu wenig für den Verurteilten getan hat.
Nachdem alle Instanzen eine Begnadigung abgelehnt haben, verlangt der Verurteilte, bevor er zur Hinrichtung gebracht wird, dass noch einmal der Strafverteidiger zu ihm in die Zelle kommt. Er ist nun unsicher und verängstigt angesichts seines bevorstehenden Todes, erzählt ihm seine Lebensgeschichte und beteuert, dass wahrscheinlich alles anders gekommen wäre, wenn sein bester Freund nicht vor fünf Jahren nach einem Saufgelage seine damals zwölfjährige Schwester mit einem Traktor überfahren hätte, wobei sie starb.
Beide sind sich in diesem Moment sehr nahe. Kurz darauf wird die Hinrichtung durchgeführt, sie verläuft ähnlich quälend und würdelos wie die Ermordung des Taxifahrers. Auch der junge Strafverteidiger ist anwesend. Nach der Durchführung ist er sich sicher, dass die Todesstrafe der falsche Weg ist. Allein in seinem Auto sitzend, wiederholt er mehrmals verzweifelt: „Ich verabscheue das, ich verabscheue das, wie ich das alles verabscheue!“

## Kritik
„Die Kurzversion des Kinofilms ‚Ein kurzer Film über das Töten‘ enthält eine signifikante Verlagerung auf die Perspektive des Anwalts, stellt dabei aber nicht minder aufwühlend die grundsätzliche Frage nach dem Töten. Dabei bleibt die Wirkung der Mordsequenz trotz einer Kürzung zutiefst verstörend; in Kieslowskis eindrucksvoller Darstellung der dunkelsten Seiten des Menschseins glimmen nur sporadisch Zeichen der Hoffnung auf.“